# 日本熱帯果樹協会
日本熱帯果樹協会（にほんねったいかじゅきょうかい）は2012年（平成24年）4月に設立された熱帯果樹に関する専門家及び実務家から構成された集団。拠点は鹿児島。英文名称は『Japan Tropical Fruit Association』。特定の大学や学閥にとらわれることなく、熱帯果樹に興味を持つ愛好家が集う会を設立のコンセプトにしている。

## 構成員

### 役員
- 石畑清武[1]（会長）
- 米本仁巳[2]（代表理事）
- 前田隆昭[3]（事務局長）、ほか多数

### 会員
会員は日本全国の熱帯果樹研究者を始め、経済栽培を行う農業従事者や会社経営者など多岐にわたっている。2017年末時点での会員数は約500名（法人会員を含む）。

## 活動

### 講演会・交流会
沖縄本島や石垣島を中心にして、年間を通じて講演会や交流会を開催している。

### 会報・ニュースレター
会員向けに熱帯果樹研究レポートや実際の栽培体験記等の記事を掲載した会報を発行している。また、イベントの告知や活動報告などをニュースレターを通じて情報提供している。